# Mulini Allatini

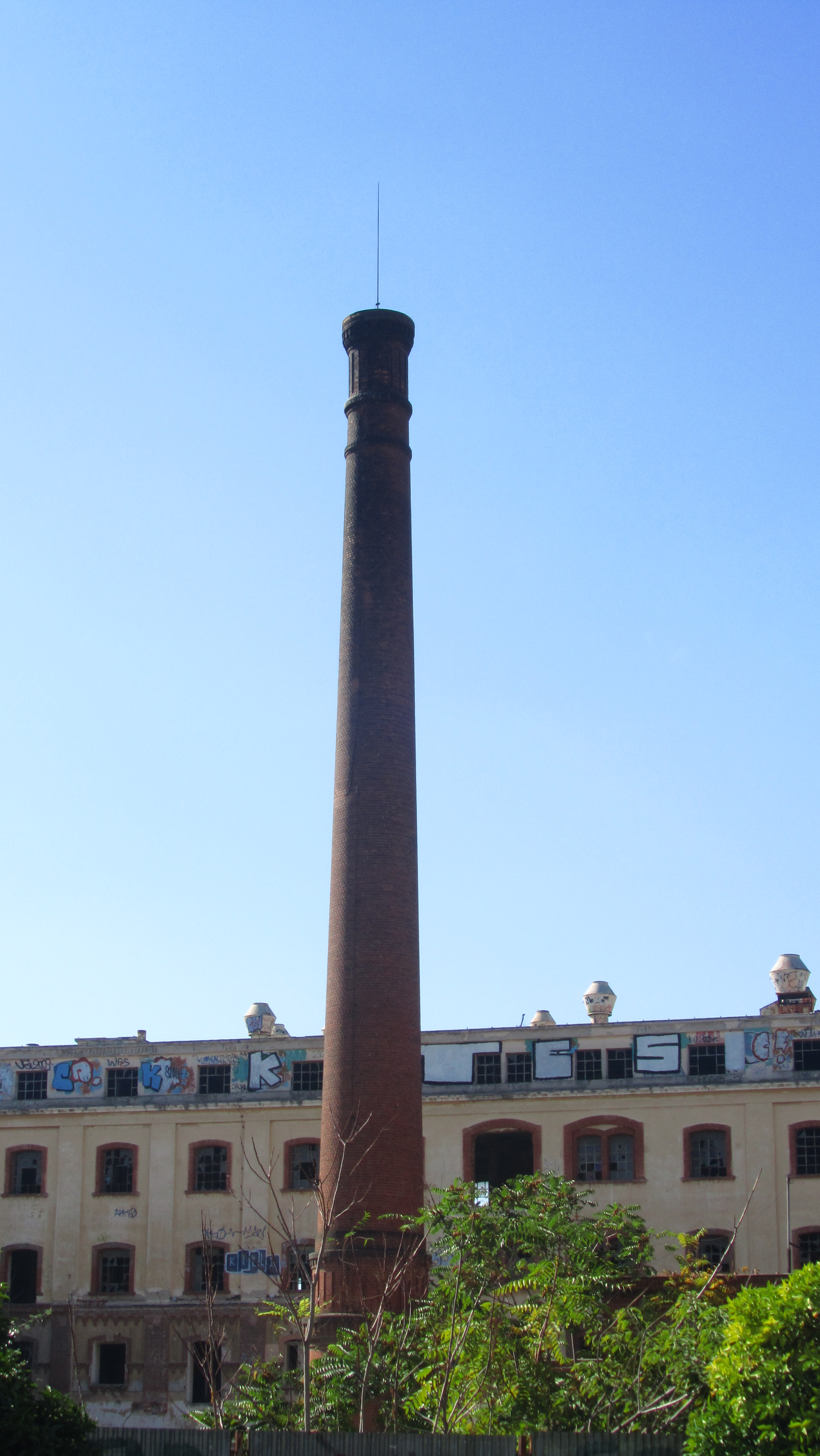
Ciminiera abbandonato della fabbrica

Mulini Allatini è il nome di una vasta area industriale nella città di Salonicco, in Grecia, vicino al distretto di Kalamaria. 
Il fondatore dell'azienda, Moisis Allatini, gestiva un frantoio a cilindri e un laboratorio di ceramica; i figli fondarono l’azienda Fratelli Allatini.
L’edificio centrale dei Mulini fu costruito nel 1898 su progetto dell’architetto Vitaliano Poselli, laddove sorgeva un edificio andato distrutto in un incendio. 
Il complesso edilizio comprende l’edificio amministrativo (vecchia residenza), i magazzini, i frigoriferi e la struttura del frantoio a cilindri, affiancata dalla sala caldaie, dall’officina e dalla ciminiera, di fattura belga. 
Questo complesso industriale, classificato come di interesse storico per la città e per la genesi dell’industria, resta in disuso e attende di essere reintegrato nel tessuto attivo della città.
Le nuove strutture industriali dell'azienda Allatini si trovano a Sindos.

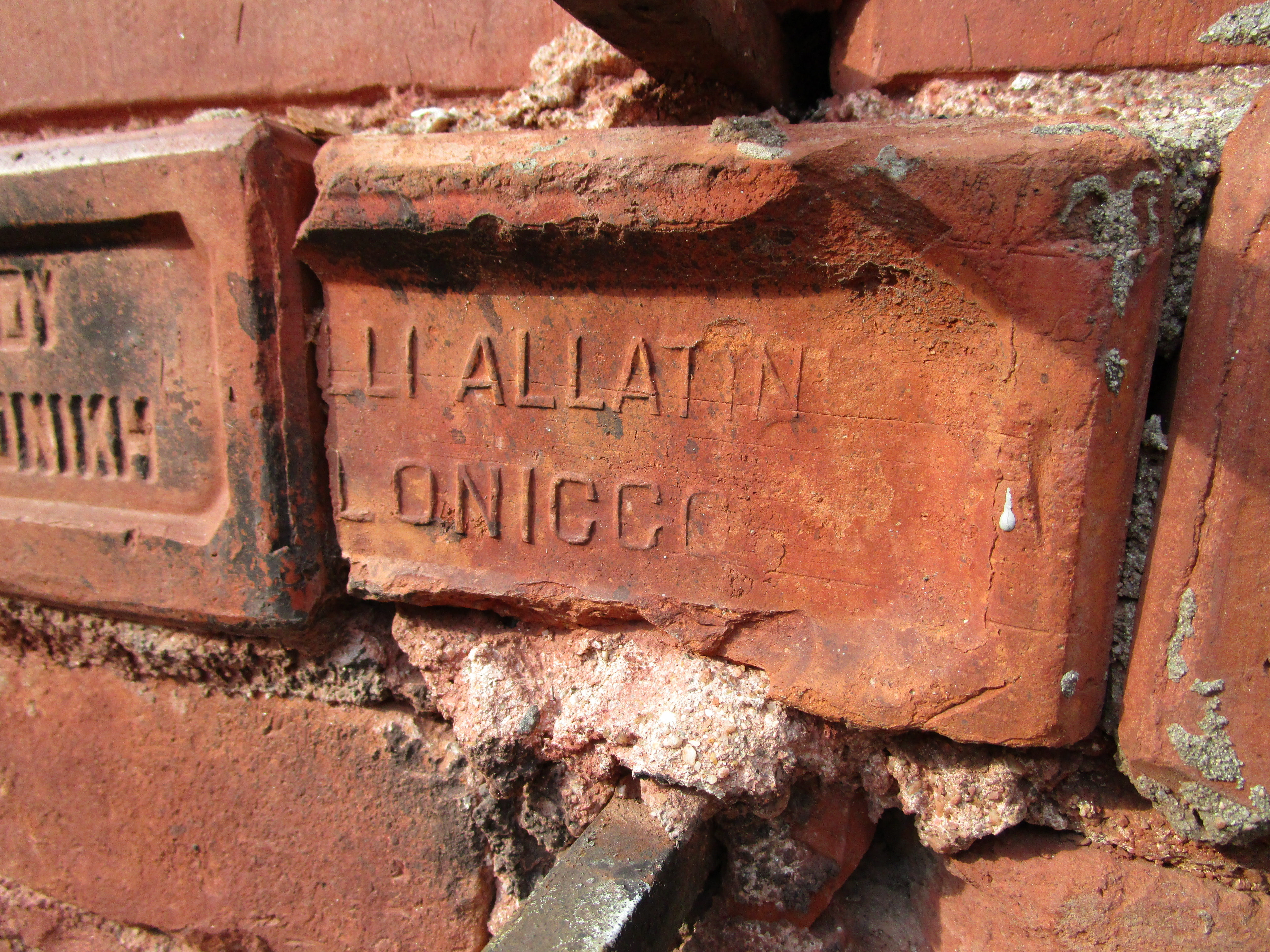
Mattone di Allatini